# Драконы Эдема: Рассуждения об эволюции человеческого мозга
Драконы Эдема: Рассуждения об эволюции человеческого мозга — книга Карла Сагана, астронома и популяризатора науки, удостоенная в 1978 году Пулитцеровской премии. Книга направлена открыть завесу тайны происхождения и формирования человеческого разума, разбавляя основную тему размышлениями о настоящем и будущем человечества, где одной из важных звучит проблема милитаризации космоса и планеты Земля. В течение 33 недель книга находилась в списке бестселлеров по версии New York Times на рубеже 1977 и 1978 годов.

## Содержание
Книгу Драконы Эдема Саган начинает с эпиграфов: из «Происхождения человека» Чарльза Дарвина, изречения Плотина и строки из Книги Иова, которые имеют важный подтекст о вопросе положения человека в окружающем мире.
Книга состоит из девяти глав. Первая глава, «Космический календарь», повествует о многомиллиардной истории нашего мира, которую Саган сжал до размеров одного года, чтобы наглядно показать и соизмерить события. Вторая и третья главы посвящены мозгу, его информационной задаче и эволюционных изменениях, о роли размеров и структурных особенностей мозга. Последующие главы в основном повествуют о мозге человека, о том, какая эволюция его ожидает. Отдельно стоит отметить последнюю главу «Знание — вот наша цель: земной и внеземной разум», в ней Саган возвращается к важному вопросу, заданному еще в самом начале — поиск внеземного разума. Он размышляет о том, сколько разумных цивилизаций может существовать во Вселенной, о полноценном использовании человеческого разума для познания мира, заканчивая повествование словами «знание — вот наша судьба».

## Критика
Книга Сагана в основном получила положительные отзывы. Так, Айзек Азимов предрёк, что книга станет бестселлером, оставив свой отзыв (назвав её «увлекательной и очаровательной») на последующих изданиях. Гернштайн отмечает, что Саган увлёкся физиологией и оставил в стороне психологию, так как даёт широкое повествование о «триедином мозге», подчас заставляя изменить своё мнение у рядового читателя, хотя утверждает, что он это делает с присущим ему изяществом, юмором и стилем. Норман Гешвинд указывает на некоторые неврологические ошибки, допущенные Саганом, но эти ошибки решаемы при более глубоком изучении специальной литературы и допускаемы в научно-популярной. По мнению Гершвинда, существенный недостаток книги заключается в отсутствии фотографий реального мозга, что могло бы повысить её потребительскую сторону. В свою очередь, Дэвид Кемпбелл отмечает бесстрашие Сагана, заключаемое в том, что он не боится размышлять о последствиях последних исследований, что у него присутствует постоянное желание смотреть в будущее. В описании книги от The Wilson Quarterly отмечается важная особенность в развитии человеческого мозга, заключаемая в развитии его конкурента — компьютера. Поспелов Д.А. в послесловии к первому русскоязычному изданию книги пишет, что Саган чётко придерживается теории эволюции, однако придавая ей чрезмерное значение, кроме того, Поспелов критикует излишний скепсис Сагана по поводу машинных языков, указывая, что в ходе технического прогресса данная проблема частично решена и будет преодолена в будущем.

## В массовой культуре
В 2008 году клавишник Трэвис Дикерсон, гитарист-виртуоз Бакетхэд и барабанщик Брайан Мантиа выпустили альбом «Драконы Эдема», в котором музыкальные композиции в большинстве случаев повторяют названия глав книги Сагана.